# Мстихино
Мстихино — деревня в Калужской области России. Входит в городской округ город Калуга.

## География
Расположена в 11 километрах к западу от центра города Калуги, на автомобильной дороге М3 (подъезд к г. Калуге).
В 6 км к югу от деревни в Оку впадает река Угра.

## Население
| 2002 | 2010  | 2021  | 2022  |
| ---- | ----- | ----- | ----- |
| 1892 | ↗2658 | ↗3464 | ↘2924 |

Национальный состав
По данным Всероссийской переписи населения 2002 года, русские составляли 87 % от всех 1892 жителей деревни.